# Пономарьов Володимир Миколайович (фізик)
Володимир Миколайович Пономарьов (нар. 30 червня 1945, Москва, СРСР) — радянський і російський физик-теоретик, російський державний діяч, доктор фізико-математичних наук, професор, дійсний державний радник Російської Федерації.

## Біографія
Народився у Москві 30 червня 1945 року.
В 1963 році закінчив із золотою медаллю Московську експериментальну школу при Академії педагогічних наук РРФСР № 315. Випускник фізичного факультету МДУ ім. М. В. Ломоносова (з червоним дипломом) та факультету математики та фізики Варшавського Університету.
В 1969—1971 роках проходив стажування в Інституті теоретичної фізики Варшавського університету. Учень відомого фізика-гравітаціоніста професора Анджея Траутмана (Польща) та видатного радянського фізика Д. Д. Іваненко.
З 1973 по 1982 рік працював на кафедрі теоретичної фізики МДУ. У 1974 році захистив кандидатську дисертацію, а в 1981 році докторську дисертацію на тему «Геометродинамічні методи та калібрувальний підхід у теорії гравітаційних взаємодій». Коло наукових інтересів — калібрувальний підхід у теорії гравітаційних взаємодій, космологія та астрофізика, квантова теорія гравітації.
Пономарьовим опубліковано близько 150 наукових праць, включаючи 3 монографії та навчальні посібники. Остання його монографія разом із Андрієм Барвінським Юрієм Обуховим «Gauge Approach and Quantization Methods in Gravity Theory» опубліковано у видавництві «Наука» у 2017 році .
Під його науковим керівництвом захищено понад 20 дипломних робіт та кандидатських дисертацій. Ряд його учнів стали великими вченими-фізиками та працюють у провідних наукових центрах. В 1982 року був обраний завідувачем кафедри фізики природничих факультетів МДПІ імені Леніна.
Було сформовано наукову кафедру в галузі теорії гравітації. Теоретичні дослідження були доповнені розвитком експериментальних методів вимірювання гравітаційних полів, та лягли в основу «Державної науково-технічної програми у галузі прикладної гравітації».
В 1988 року увійшов до складу групи з організації нового інституту в системі Академії наук СРСР — Інституту проблем безпечного розвитку атомної енергетики (ІБРАЕ), а 1989 році був призначений заступником директора ІБРАЕ .
В 1991 році був призначений радником «Голови Уряду Республіки Вірменії із зовнішньоекономічних зв'язків та науково-технічної політики»; брав участь в організації для Вірменії гуманітарних кредитів Європейського Союзу, а також постачання ліків та зерна. Під його керівництвом було проведено переговори з урядами низки країн центральної та східної Європи, які завершилися підписанням відповідних державних договорів про економічне та науково-технічне співробітництво.
На початку 1990-х років взяв участь у створенні Російського Союзу спільних підприємств (підприємств з іноземним капіталом), де був обраний його віце-президентом.
В 1996 р. був призначений директором «Дирекції з інвестицій» — заступником мера міста Корольова, Московська область .
Наприкінці 1996 р. очолив створені ним Центр міжнародних фінансових та інвестиційних програм, а також Фонд «Міжнародні науково-технічні програми».
В 1997 році захопився проблемою створення системи іпотечного кредитування (ІЖК) в Російській Федерації, розглядаючи її як основу для залучення інвестиційних ресурсів у реальний сектор економіки та одночасно сприяє вирішенню соціальних проблем російських громадян. У 1997-99 роках він стажувався у провідних фінансових іпотечних інститутах США (Fannie Mae, Ginnie Mae).
В 1998 року став радником мера міста Москви Юрія Лужкова з іпотечного кредитування ІЖК.
1999 року був призначений статс-секретарем заступником голови Держбуду Росії. Відповідав за створення та розвиток системи ІЖК, а також займався питаннями формування державної житлової політики. Під його керівництвом було сформовано нормативну правову та організаційно-фінансову основу функціонування інституту іпотеки в Російській Федерації.
В 2002—2003 роках. був заступником керівника Робочої групи з підготовки засідання Державної Ради з питань житлової політики та ІЖК. За його підсумками Президентї Путін оголосив розвиток іпотеки в Росії пріоритетним завданням усіх органів влади у Російській Федерації.
Після виходу з уряду Російської Федерації у 2005 році очолив створену на виконання доручення Президента Російської Федерації «Національну асоціацію учасників іпотечного ринку», а також був обраний віце-президентом Асоціації Будівельників Росії.
З 2009 року працює в Інституті проблем безпечного розвитку атомної енергетики РАН заступником директора зі стратегічного розвитку та інновацій.
з 2012 г. входить до Ради директорів ЗАТ «ІНФРА інжиніринг».
В 2022 виїхав із Росії в знак простесту війни Росії проти України (2022)
8 травня 2022 взяв участь в I Форумі Вільних Народів Постросії у Варшаві

## Сім'я
- Дід, Павло Якович Пономарев (1859—1921) — народний учитель, був піклувальником гімназій у Саратовській губернії, за заслуги перед вітчизною був удостоєний звання Почесного громадянина Російської імперії.
- Батько, Микола Павлович Пономарьов (1919—2003) — комсомольський та партійний діяч, радянський дипломат, Надзвичайний та Повноважний Посланник СРСР.
- Мати, Любов Микитівна Пономарьова (Антонова; 1923—2001) — у роки Великої Вітчизняної війни працювала в секретаріаті наркома шляхів сполучення СРСР Л. М. Кагановича, а закінчила свою трудову діяльність у секретаріаті міністра транспортного будівництва В. А. Брежнєва куратором будівництва Байкало-Амурської магістралі.
- Дружина, Лариса Миколаївна Пономарьова (р. 1949) — з 2005 по 2013 була членом Ради Федерації Федеральних зборів РФ, першим заступником Голови комітету із соціальної політики[4].
- Син, Ілля Володимирович Пономарев (нар. 1975) — російський політичний діяч, депутат Державної думи Федеральних зборів РФ V і VI скликань (2007—2016 рр.). 20 березня 2014 року єдиний проголосував у Державній думі проти анексії Криму Росією.